# Liberiet

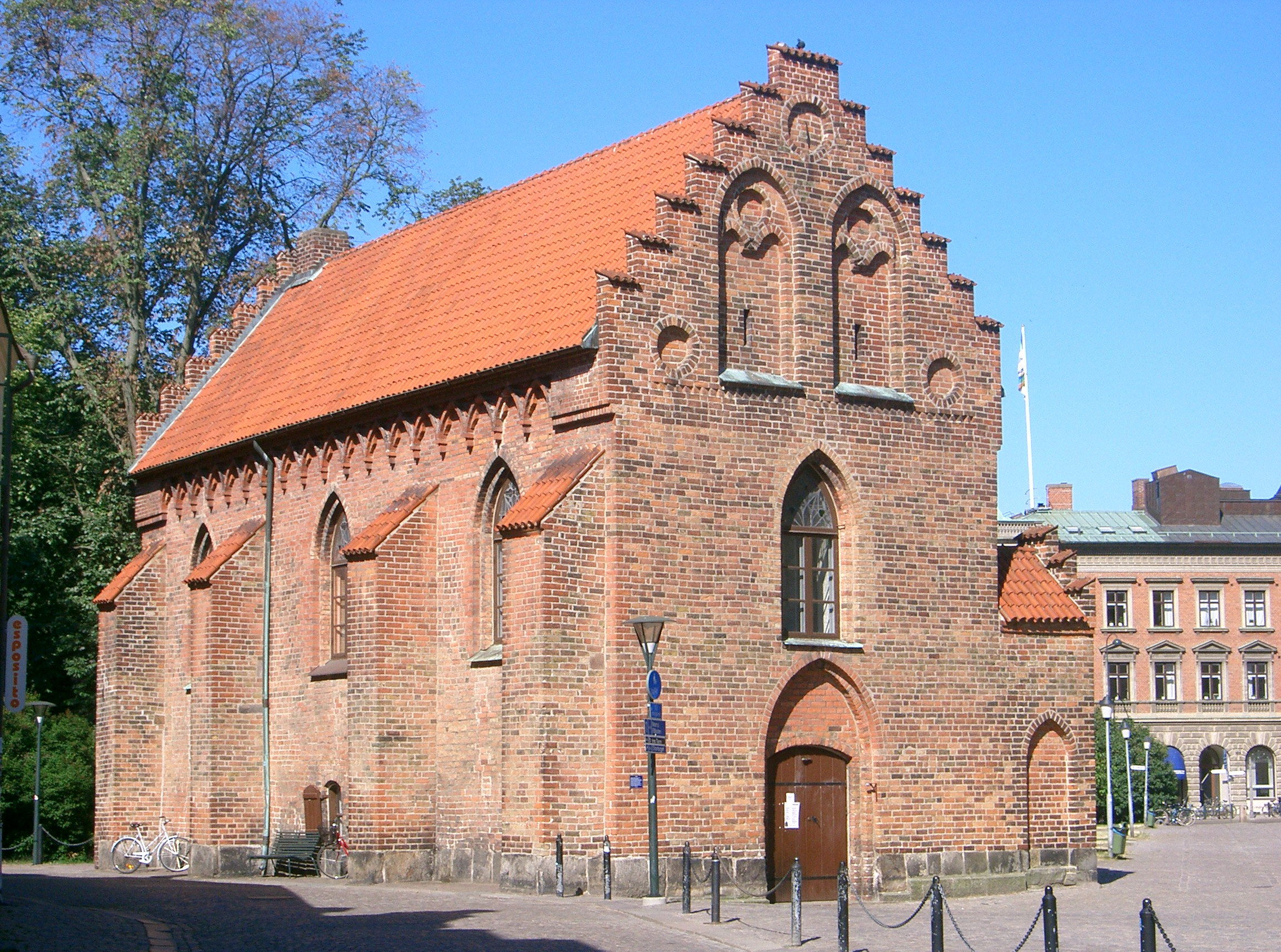
Liberiet från öster.

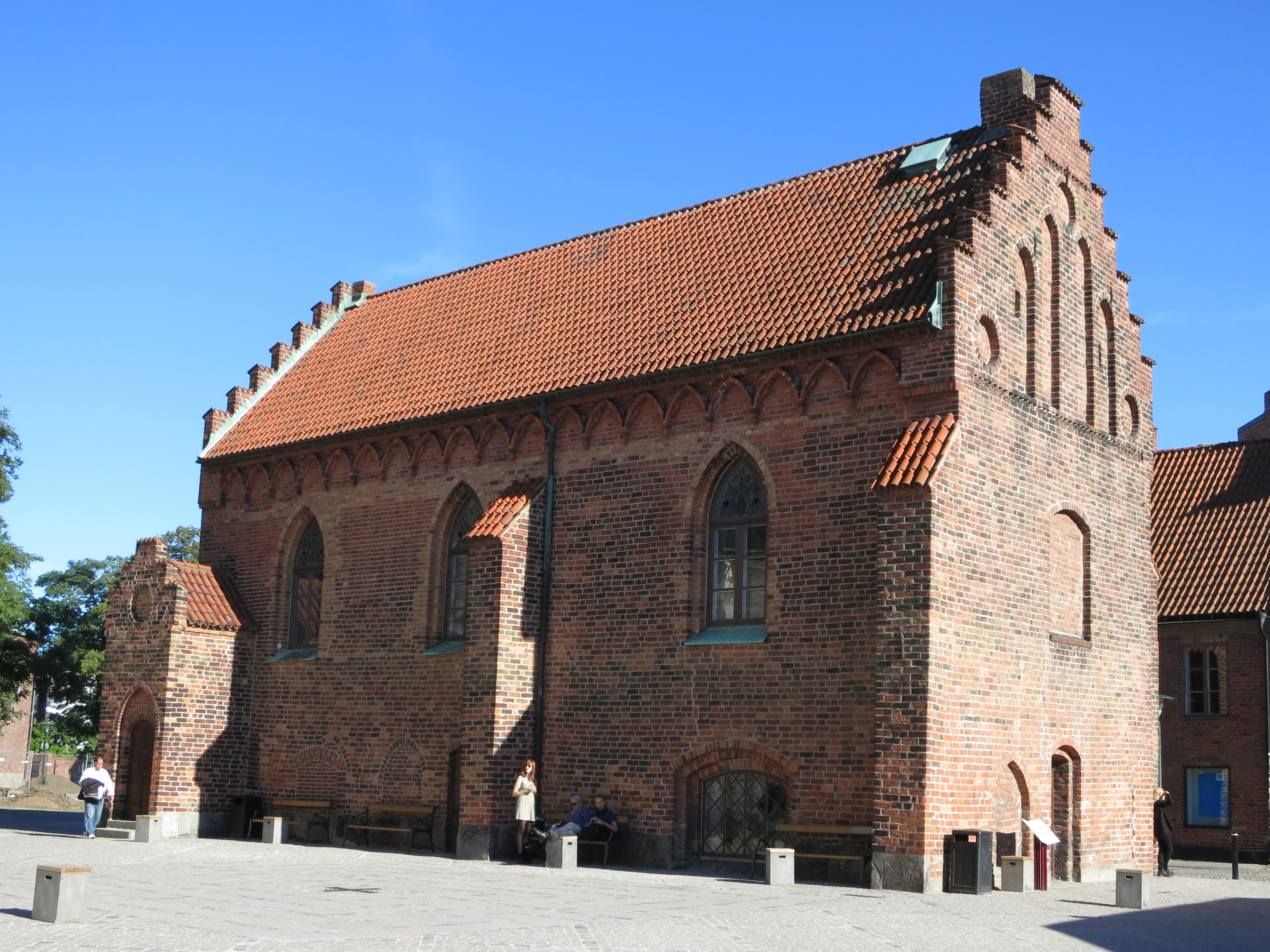
Liberiet från väster.

Liberiet är en byggnad belägen i centrala Lund precis söder om Lunds domkyrka. Byggnaden dateras till 1400-talets senare del.
Byggnadens användningsområde har ändrats flera gånger. Från början hade domkapitlet sitt bibliotek i byggnaden, därav namnet som härstammar från latinets Liber, bok. Huset är från 2008 Pilgrimsplats Liberiet, en mötesplats för det nära samtalet, en kopp kaffe, en stunds vila och stillhet. Här finns pilgrimslitteratur, information om pilgrimsvägar mm.